# Daşoguz (stad)
Daşoguz is een stad in Turkmenistan en is de hoofdplaats van de provincie Daşoguz.
Daşoguz telt ongeveer 200.000 inwoners.